# Diocesi di Saint John
La diocesi di Saint John (in latino Dioecesis Sancti Ioannis Canadensis) è una sede della Chiesa cattolica in Canada suffraganea dell'arcidiocesi di Moncton. Nel 2022 contava 135.804 battezzati su 339.809 abitanti. È retta dal vescovo Christian Heribert Riesbeck, C.C.

## Territorio
La diocesi comprende le contee di Carleton, York, Sunbury, Saint John, Queens, Kings e Charlotte nella provincia canadese del Nuovo Brunswick.
Sede vescovile è la città di Saint John, dove si trova la cattedrale dell'Immacolata Concezione.
Il territorio è suddiviso in 28 parrocchie, raggruppate in 3 regioni pastorali: Fredericton, Miramichi e Saint John.

## Storia
La diocesi di New Brunswick fu eretta il 30 settembre 1842 con il breve Dominici gregis di papa Gregorio XVI, ricavandone il territorio dalla diocesi di Charlottetown. Era originariamente suffraganea dell'arcidiocesi di Québec e aveva sede in Fredericton.
Il 4 maggio 1852 entrò a far parte della provincia ecclesiastica dell'arcidiocesi di Halifax. Nello stesso anno il vescovo Thomas Louis Connolly stabilì la sua residenza a Saint John.
L'8 maggio 1860 cedette una porzione del suo territorio a vantaggio dell'erezione della diocesi di Chatham (oggi diocesi di Bathurst) e nel contempo assunse il nome attuale.
Nel 1870 cedette un'ulteriore porzione di territorio alla diocesi di Portland negli Stati Uniti d'America.
Il 22 febbraio 1936 ha ceduto un'altra porzione di territorio a vantaggio dell'erezione dell'arcidiocesi di Moncton e nel contempo ne è divenuta suffraganea.
L'11 novembre 2008 la diocesi si è ampliata, incorporando la parrocchia di Beaverbrook, che fino ad allora era appartenuta alla diocesi di Bathurst.

## Cronotassi dei vescovi
Si omettono i periodi di sede vacante non superiori ai 2 anni o non storicamente accertati.
- William Dollard (Dullard)  † (30 settembre 1842 - 20 agosto 1851 deceduto)
- Thomas Louis Connolly, O.F.M.Cap. † (4 maggio 1852 - 8 aprile 1859 nominato arcivescovo di Halifax)
- John Sweeny † (9 novembre 1859 - 25 marzo 1901 deceduto)
- Timothy Casey † (25 marzo 1901 succeduto - 2 agosto 1912 nominato arcivescovo di Vancouver)
- Edward Alfred Le Blanc † (2 agosto 1912 - 17 febbraio 1935 deceduto)
- Patrick Albert Bray, C.I.M. † (18 marzo 1936 - 17 giugno 1953 deceduto)
- Alfred Bertram Leverman † (27 luglio 1953 - 7 settembre 1968 dimesso[3])
- Joseph Neil MacNeil † (9 aprile 1969 - 2 luglio 1973 nominato arcivescovo di Edmonton)
- Arthur Joseph Gilbert † (3 aprile 1974 - 2 aprile 1986 dimesso)
- Joseph Edward Troy † (2 aprile 1986 succeduto - 24 settembre 1997 dimesso)
- Joseph Faber MacDonald † (23 ottobre 1998 - 9 settembre 2006 dimesso)
- Robert Harris (8 maggio 2007 - 15 ottobre 2019 ritirato)
- Christian Heribert Riesbeck, C.C., dal 15 ottobre 2019

## Statistiche
La diocesi nel 2022 su una popolazione di 339.809 persone contava 135.804 battezzati, corrispondenti al 40,0% del totale.
| anno | popolazione | popolazione | popolazione | presbiteri | presbiteri | presbiteri | presbiteri                | diaconi | religiosi | religiosi | parrocchie |
| anno | battezzati  | totale      | %           | numero     | secolari   | regolari   | battezzati per presbitero | diaconi | uomini    | donne     | parrocchie |
| ---- | ----------- | ----------- | ----------- | ---------- | ---------- | ---------- | ------------------------- | ------- | --------- | --------- | ---------- |
| 1950 | 41.000      | 198.500     | 20,7        | 73         | 57         | 16         | 561                       |         | 19        | 277       | 30         |
| 1966 | 66.000      | 275.000     | 24,0        | 110        | 97         | 13         | 600                       |         | 17        | 321       | 51         |
| 1968 | 66.000      | 275.000     | 24,0        | 110        | 92         | 18         | 600                       |         | 24        | 290       | 49         |
| 1976 | 75.000      | 275.000     | 27,3        | 107        | 84         | 23         | 700                       |         | 29        | 250       | 50         |
| 1980 | 92.600      | 283.000     | 32,7        | 97         | 80         | 17         | 954                       | 1       | 19        | 235       | 54         |
| 1990 | 98.000      | 280.000     | 35,0        | 94         | 80         | 14         | 1.042                     | 2       | 15        | 205       | 59         |
| 1999 | 112.710     | 280.000     | 40,3        | 76         | 67         | 9          | 1.483                     | 2       | 11        | 170       | 58         |
| 2000 | 112.710     | 280.000     | 40,3        | 74         | 65         | 9          | 1.523                     | 2       | 10        | 165       | 58         |
| 2001 | 112.710     | 280.000     | 40,3        | 78         | 65         | 13         | 1.445                     | 2       | 14        | 170       | 58         |
| 2002 | 112.710     | 280.000     | 40,3        | 84         | 70         | 14         | 1.341                     | 2       | 15        | 167       | 58         |
| 2003 | 112.710     | 280.000     | 40,3        | 82         | 68         | 14         | 1.374                     | 2       | 15        | 164       | 58         |
| 2004 | 112.710     | 280.000     | 40,3        | 76         | 63         | 13         | 1.483                     | 2       | 14        | 139       | 58         |
| 2010 | 118.000     | 395.000     | 29,9        | 65         | 61         | 4          | 1.815                     | 3       | 4         | 110       | 59         |
| 2014 | 123.400     | 308.600     | 40,0        | 61         | 55         | 6          | 2.022                     | 3       | 6         | 82        | 59         |
| 2017 | 127.605     | 319.270     | 40,0        | 60         | 52         | 8          | 2.126                     | 2       | 8         | 67        | 59         |
| 2020 | 132.600     | 331.800     | 40,0        | 61         | 51         | 10         | 2.173                     | 3       | 10        | 55        | 58         |
| 2022 | 135.804     | 339.809     | 40,0        | 53         | 42         | 11         | 2.562                     | 1       | 11        | 40        | 28         |